# Jeferson Fernandes Mosquéra - DJ JF - Jeff Mosquéra
Predefinição:Submeter para revisão
Jeferson Fernandes Mosquéra - DJ JF | Jeff Mosquéra (São Paulo, 31 de Agosto de 1973).
Jeferson Fernandes Mosquéra, mais conhecido como Jeff Mosquéra ou DJ JF, (São Paulo, 31 de agosto de 1973) é um DJ, produtor musical e publicitário brasileiro, reconhecido por sua trajetória inovadora na cena musical, especialmente no cenário do hip-hop e da cultura DJ no interior de São Paulo. Sua trajetória combina arte, tecnologia, empreendedorismo e ativismo cultural, tornando-se uma figura influente na valorização da profissão de DJ no Brasil.
Início da trajetória artística e profissional
Desde cedo, Jeff Mosquéra demonstrou interesse pelas artes e pela música. Aos 13 anos, já atuava como DJ em festas de garagem e eventos familiares e de amigos, no bairro do Pacaembu, em Campinas. Paralelamente, ingressou no campo da comunicação visual, atuando como arte-finalista em uma época em que a indústria gráfica ainda se baseava em técnicas manuais, como prancheta, caneta nanquim e past-up — habilidades desenvolvidas em resposta às demandas do processo de impressão off-set na década de 1980.
Sua paixão pela música foi despertada ainda na infância, aos 10 anos, ao descobrir a coleção de discos de vinil de seu pai e tio. A curiosidade o levou a catalogar as faixas que mais apreciava, desenvolvendo um olhar crítico e analítico sobre a produção musical — uma característica que marcaria sua trajetória como DJ e produtor.
Consolidação como DJ e produtor musical
Após se mudar para Campinas, passou a atuar em eventos locais, carregando equipamentos para a empresa Star Som, responsável pela sonorização de eventos. Com o tempo, passou a operar sistemas de som e tocar em intervalos, utilizando CDs e fitas cassete, construindo um repertório que rapidamente ganhou destaque entre o público.
Em 1989, enquanto trabalhava na sonorização do Clube APDM, em Campinas, teve a ideia de transformar um salão subutilizado aos domingos em um espaço de entretenimento noturno. Após intensas negociações com o presidente do clube, Capitão Clóvis ("Clovinho"), nasceu a Boate Domingueira da ADPM, um fenômeno cultural que começou com cerca de 30 pessoas e, em seis meses, reunia mais de 1.200 frequentadores todas as semanas. Jeff Mosquéra foi responsável pela curadoria musical, além de criar e distribuir os famosos lambe-lambes para divulgação do evento, unindo suas habilidades em comunicação e música.
Após seis anos de sucesso com a Domingueira, migrou para a casa noturna Yes Brasil, onde atuou por mais seis anos, consolidando sua reputação como um dos principais DJs da região. Posteriormente, assumiu a residência na InSide, uma casa inovadora no centro de Campinas, onde se destacou por transformar seus sets em verdadeiros shows performáticos, tornando-se a atração principal das noites — muitas vezes superando em popularidade os grupos de samba ao vivo que também se apresentavam.
Produção musical e fundação do Studio JF
Paralelamente à carreira como DJ, Jeff Mosquéra fundou o Studio JF, um dos primeiros estúdios em Campinas dedicados exclusivamente à Black Music e ao hip-hop, em 1998. Foi pioneiro na gravação profissional de rap na cidade, produzindo faixas que alcançaram destaque em rádios locais, com algumas músicas permanecendo por mais de dois meses como as mais pedidas e sendo eleitas vencedoras em competições musicais.
O Studio JF passou a produzir trabalhos para artistas e grupos de Campinas e São Paulo, ampliando seu impacto na cena musical regional. No entanto, em 2000, após um furto que resultou na perda de todo o seu equipamento e acervo, decidiu se afastar da música por oito anos, cumprindo apenas os compromissos já firmados.
Retorno e atuação cultural e social
Em 2008, recebeu a visita de um antigo aluno, DJ e amigo, que lhe devolveu o par de toca-discos que havia usado para ensiná-lo. Esse gesto simbólico reacendeu sua paixão pela música e o impulsionou a retomar sua trajetória. Ao revisar antigos projetos, retomou a ideia de instituir o Dia Municipal dos DJs em Campinas.
Após três anos de mobilização, em 2016, conseguiu a aprovação da Lei Municipal nº 15.302, que institui oficialmente o Dia do DJ em Campinas, celebrado anualmente em 13 de agosto. Para promover a discussão e o reconhecimento da profissão, idealizou e realizou o 1º Simpósio de DJs na Câmara Municipal de Campinas, transmitido ao vivo pela TV Câmara, com mais de 500 DJs presentes no plenário e grande audiência online.
Paralelamente ao Simpósio, organizou o Disc Jockey Campinas Festival, evento gratuito realizado na Estação Cultura de Campinas, que reuniu DJs renomados, feira de discos, oficinas e workshops com a Escola AIMEC, além de uma campanha de arrecadação de roupas de frio e alimentos não perecíveis, distribuídos a duas instituições assistenciais da cidade.
Reconhecimento e trabalho social
Em reconhecimento à sua contribuição artística e cultural, em 2017, Jeff Mosquéra recebeu a Medalha Carlos Gomes, a mais alta honraria concedida pela cidade de Campinas a personalidades do campo artístico.
Desde 2013, atua em projetos sociais voltados à juventude, especialmente no Basquete Solidário do bairro IAPI, em Campinas. Em 2022, a convite do Instituto Drible Certo, desenvolveu uma metodologia inovadora de ensino básico para DJs, aplicada em cursos gratuitos nos centros CEI Paulistano e Instituto Vidart, na zona norte de São Paulo (Brasilândia). Sua abordagem, que combina técnica musical, convívio social e cidadania, foi reconhecida internacionalmente e adaptada para programas educacionais em Portugal.
Hoje está a frente da AECC - Associação Esportiva e Cultural Campinas, que desenvolve trabalho assistencial esportivo e cultural com jovens e crianças, com sede operacional, no bairro do Padre Anchieta, distrito de Nova Aparecidinha, em Campinas, São Paulo. Além das atividades assistenciais, coordenam o maior Circuito de Basquete 3x3 da região, em parceria com poder público e privado. Este detém o endosso da ANB 3x3 Brasil, primeira e única instituição a ter parceria no interior de São Paulo.
Legado e influência
Jeff Mosquéra, ou DJ JF, é reconhecido não apenas como um dos precursores do hip-hop e da cultura DJ no interior de São Paulo, mas também como um agente de transformação social por meio da música. Sua trajetória reflete uma combinação rara entre arte, tecnologia, empreendedorismo e compromisso com a comunidade.
Seus trabalhos podem ser acompanhados através de seu site oficial e em plataformas de distribuição musical internacional, como Spotify, Apple Music e YouTube, onde continua lançando produções e compartilhando sua visão artística.
Ver também
```
   • 
Dia Municipal do DJ em Campinas

   • 
Medalha Carlos Gomes

   • 
Simpósio de DJ em Campinas

   • 
Disk Jockey Campinas Festival

   • 
AECC - Associação Esportiva e Cultural Campinas

   • 
Site oficial de DJ JF

   • 
Spotify - DJ Jeff Mosquéra
```